# Musée du Risorgimento (Turin)
Pour les articles homonymes, voir Musée du Risorgimento.
Le musée national du Risorgimento italien (Museo Nazionale del Risorgimento Italiano) est l'un des 23 musées italiens consacrés au Risorgimento : il est le plus important, par la richesse de ses collections permanentes
,

et le seul à avoir le statut de musée national,.

## Histoire
Le musée est fondé le 24 avril 1878, et installé à la Mole Antonelliana. Il y est  officiellement inauguré le 18 octobre 1908, 30 ans après son ouverture.
En 1938, il est transféré en un lieu directement lié au Risorgimento : le palais Carignan, qui l'abrite toujours.
En 1975, une collection consacrée à la Résistance lors de la Seconde Guerre mondiale est installée au musée.
En 2020, Mauro Caliendo, ancien maire de San Damiano d'Asti, est élu président du musée en remplacement d'Umberto Levra, président de 2004 à 2020
,.

## Salles et collections
L'essentiel des collections est constitué de vaisselle, armes, uniformes, documents, et gravures datant du XVIIIe siècle au début de la Première Guerre mondiale, exposées dans 30 salles, sur 3 500 m2.
Le palais Cargnan contient plusieurs lieux liés au Risorgimento :
- reconstitution du cabinet de travail de Camillo Cavour
- reconstitution de la chambre où est mort Charles Albert de Savoie
- siège de la Chambre des députés du parlement de la République subalpine (1800-1802)
- siège de la Chambre des députés du parlement du royaume d'Italie (1805-1814).

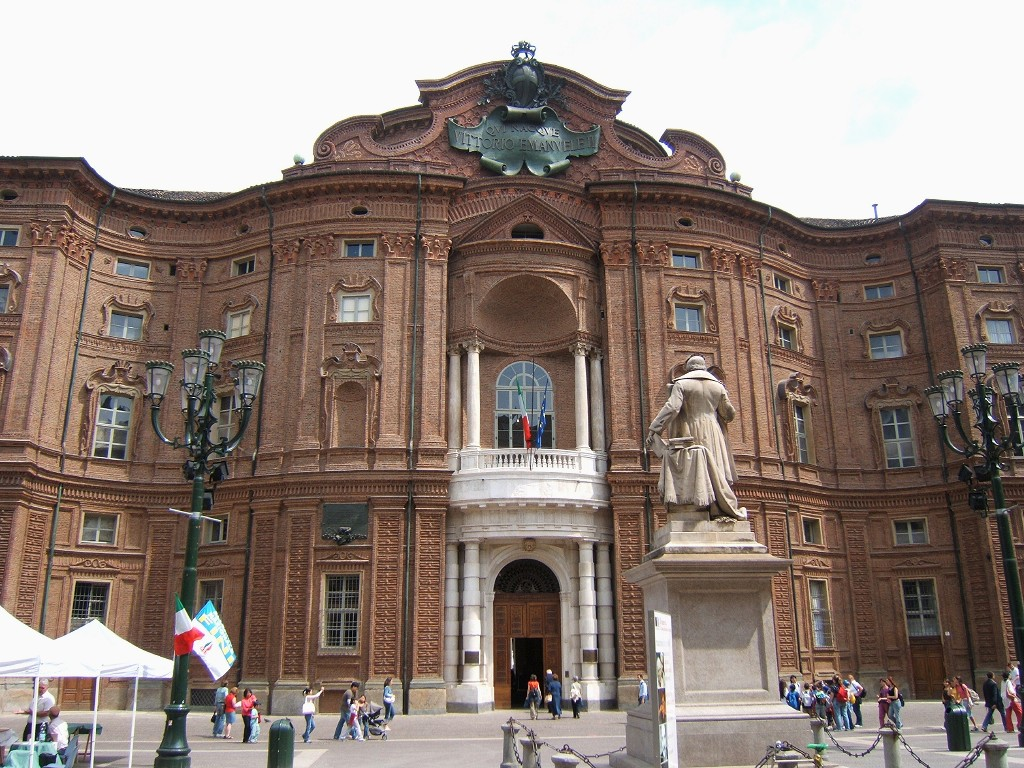
Palais Carignan, la façade sur la place Carignan.
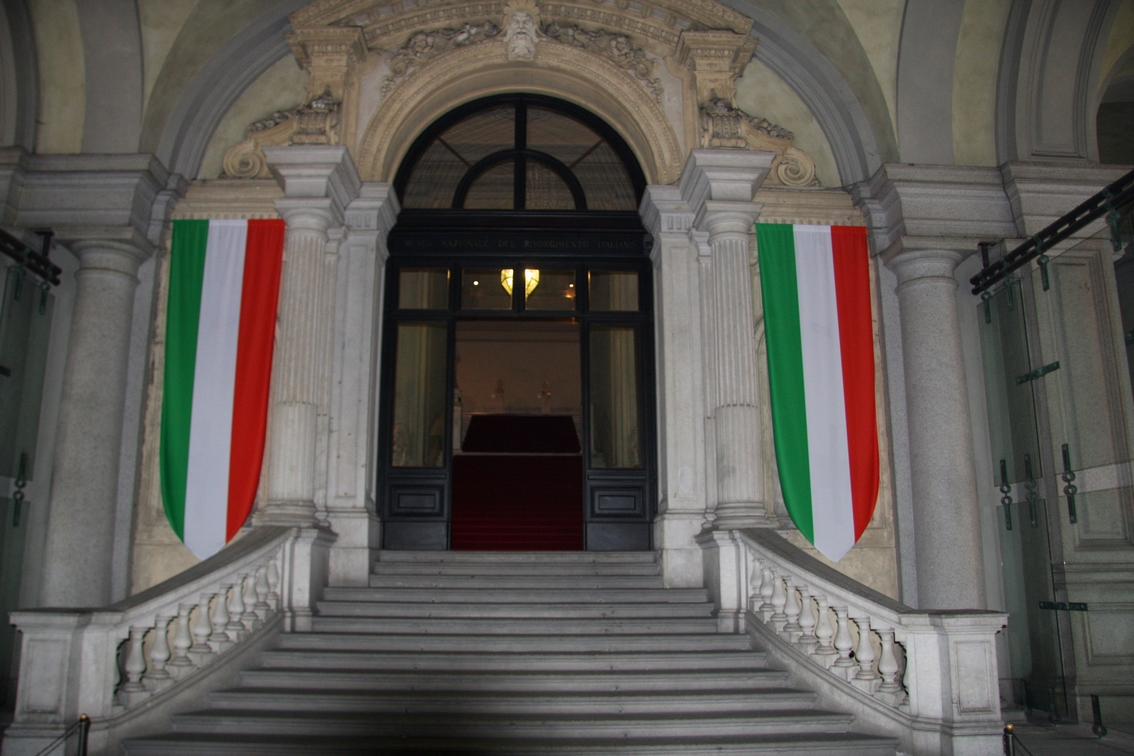
Entrée du musée du Risorgimento.